# Evanescence (альбом)
Evanescence (с англ. — «Исчезновение») — третий студийный альбом американской рок-группы Evanescence, выпущен 7 октября 2011 года на лейбле Wind-Up Records. В начале сентября произошла утечка, и альбом стал доступен для скачивания на многих торрент-сайтах. 20 октября 2011 года альбом дебютировал на первом месте в чарте Billboard 200, став вторым альбомом группы, достигшим такой позиции (первым был The Open Door). За первую неделю было продано 215 000 копий альбома.

## Об альбоме

### Создание
Группа начала работу над альбомом в июне 2009 года, дата релиза неоднократно переносилась. Изначально запись проходила с продюсером Стивом Лиллиуайтом. Выход диска тогда был намечен на август-сентябрь 2010 года, но позже Эми Ли на форуме EvThreads.com объявила, что группа покинула студию и релиз откладывается. В апреле 2011 года работа возобновилась, но уже с другим продюсером, Ником Рискулинешем, и 11 июля запись была завершена.
Эми о новом альбоме:
Этот альбом не попсовый и не тяжелый. Он более интуитивный. Он прекрасен, и это настоящая совместная работа музыкантов, которой мы очень гордимся. Все знают наше звучание, но только это основа, и сейчас мы на её вершине. Звучание по-прежнему очень тяжелое и темное, но мы немного поиграли с ним. Я не чувствовала себя загнанной в рамки. Я гораздо более защищена, чем должна быть. У меня было довольно много глупых правил, но мы нарушили их в этом альбоме. Расслабившись, ты чувствуешь, как поднимаешься выше.
Альбом был издан в двух версиях: стандартной и Deluxe, с которой, помимо нескольких дополнительных треков, поставляется и DVD диск. Обе версии вышли одновременно.

## Синглы
- Первым синглом в альбоме стала песня «What You Want». Сингл был выпущен 9 августа и достиг 68-го места в чарте Billboard Hot 100. Видео на песню было снято 30 июля в Бруклине. 12 сентября (за день до официального релиза) клип просочился на Youtube.
- Вторым синглом была выбрана песня «My Heart Is Broken», релиз состоялся 31 октября. Премьера клипа прошла 23 января 2012 года.
- 18 апреля Эми Ли объявила что Lost in Paradise выступит третьим синглом из альбома. Изначально синглом должна была стать песня Made of Stone, но в дальнейшем от этой идеи отказались. После релиза альбома Evanescence песня заняла 99 место в американском чарте Billboard Hot 100. Релиз прошёл 28 мая 2012 года.
- Четвёртым синглом стала песня The Other Side, сингл был выпущен исключительно для радио. Эми Ли сказала, что на сингл не будет снято клипа, релиз состоялся 11 июня на радио Modern Rock и 12 июня на радио Alternative.

## Интересные Факты
- Эми Ли посвятила «Lost in Paradise» своей группе. Некоторые обозреватели обвинили автора в плагиате, найдя сходство с песней «Jóga» Бьорк[4]. Композиция попала в хит-парады Швейцарии и США, заняв соответственно 39-е и 99-е места[5][6].
- Песня «Made of Stone» изначально должна была стать третьим синглом из альбома. Ремикс на песню вошёл в саундтрек к фильму «Другой мир 4: Пробуждение».
- Ремикс на песню «New Way to Bleed» попал в саундтрек к фильму Мстители (фильм, 2012).

## Список композиций
| №   | Название             | Длительность |
| --- | -------------------- | ------------ |
| 1.  | «What You Want»      | 3:41         |
| 2.  | «Made of Stone»      | 3:33         |
| 3.  | «The Change»         | 3:42         |
| 4.  | «My Heart Is Broken» | 4:29         |
| 5.  | «The Other Side»     | 4:05         |
| 6.  | «Erase This»         | 3:55         |
| 7.  | «Lost in Paradise»   | 4:42         |
| 8.  | «Sick»               | 3:30         |
| 9.  | «End of the Dream»   | 3:49         |
| 10. | «Oceans»             | 3:38         |
| 11. | «Never Go Back»      | 4:27         |
| 12. | «Swimming Home»      | 3:43         |

| №   | Название           | Длительность |
| --- | ------------------ | ------------ |
| 13. | «New Way to Bleed» | 3:46         |
| 14. | «Say You Will»     | 3:43         |
| 15. | «Disappear»        | 3:07         |
| 16. | «Secret Door»      | 3:53         |

| №   | Название                                       | Длительность |
| --- | ---------------------------------------------- | ------------ |
| 1.  | «What You Want (Video)»                        |              |
| 2.  | «Making the What You Want Music Video - Day 1» |              |
| 3.  | «Making the What You Want Music Video - Day 2» |              |
| 4.  | «Behing the Scenes In the Studios»             |              |
| 5.  | «Behing the Scenes At the Photoshoot»          |              |
| 6.  | «On the Songs: Secret Door»                    |              |
| 7.  | «On the Songs: The Change»                     |              |
| 8.  | «On the Songs: Never Go Back»                  |              |
| 9.  | «On the Songs: Made Of Stone»                  |              |
| 10. | «On the Songs: Disappear»                      |              |
| 11. | «On the Songs: What You Want»                  |              |
| 12. | «On the Songs: My Heart Is Broken»             |              |
| 13. | «On the Songs: Oceans»                         |              |
| 14. | «On the Songs: Lost In Paradise»               |              |

| №   | Название                                                                          | Длительность |
| --- | --------------------------------------------------------------------------------- | ------------ |
| 13. | «"The Last Song I'm Wasting on You" (Originally appeared on B-side of "Lithium")» | 4:07         |

| №   | Название                               | Длительность |
| --- | -------------------------------------- | ------------ |
| 17. | «"What You Want (Elder Jepson Remix)"» | 3:18         |

## Чарты
| Чарт (2011)                     | Высшая позиция |
| ------------------------------- | -------------- |
| Australian Albums Chart         | 5              |
| Austrian Albums Chart           | 4              |
| Belgian Albums Chart (Flanders) | 24             |
| Belgian Albums Chart (Wallonia) | 15             |
| Canadian Albums Chart           | 2              |
| Dutch Albums Chart              | 14             |
| French Albums Chart             | 8              |
| Irish Albums Chart              | 17             |
| New Zealand Albums Chart        | 3              |
| Swiss Albums Chart              | 4              |
| UK Albums Chart                 | 4              |
| UK Rock Albums Chart            | 1              |
| US Billboard 200                | 1              |

## Участники записи
- Эми Ли — клавишные, арфа, вокал (также является основным автором песен)
- Трой Маклоухорн — гитара
- Терри Бальзамо — ритм-гитара
- Уилл Хант — ударные, электрогитара, программирование
- Тим МакКорд — бас-гитара
- Стив Лиллиуайт (2010 г.), Ник Рискулинеш (2011 г)— продюсер
- Дэвид Кэмпбелл — струнные аранжировки